# Creu del Nord
La Creu del Nord és un asterisme de l'hemisferi nord celeste que correspon gairebé a la constel·lació del Cigne (Cygnus). És molt més gran que la famosa Creu del Sud i està format pels estels més brillants del Cigne: Deneb, Sadr, Giennah, Delta Cygni i Albireo. El "cap" de la creu, Deneb, també forma part de l'asterisme del Triangle d'estiu.
Igual que el Triangle d'estiu, la Creu del Nord és un indicador de les estacions. Cap a mitjanit, la Creu es pot veure gairebé sobre el cap a latituds mitjanes del nord durant els mesos d'estiu; també es pot veure a la primavera a primera hora del matí cap a l'est. A la tardor, la creu és visible al vespre a l'oest fins al novembre. Mai baixa per sota de l'horitzó a latituds de 45° o superiors. Des de l'hemisferi sud es veu de cap per avall i baix en el cel durant els mesos d'hivern.
A l'atles del segle xvii de Johann Bayer, l'Uranometria, se suggerí que Alfa, Beta i Gamma Cygni formaven el pal de la creu cristiana, mentre que Delta i Èpsilon formaven el travesser. L'estel variable P Cygni es considerava que era el cos de Crist. Es creu que KIC 9832227, un sistema estel·lar binari de contacte localitzat prop del braç dret de la Creu del Nord, es fusionà aproximadament fa 1.800 anys produint una nova lluminosa vermella que s'espera que sigui visible a ull nu cap al 2022.

## Estels de la Creu del Nord
| Nom         | Designació de Bayer | Magnitud aparent | Lluminositat (× solar) | Tipus espectral | Distància (anys llum) |
| ----------- | ------------------- | ---------------- | ---------------------- | --------------- | --------------------- |
| Deneb       | α Cygni             | 1,25             | 200.000                | A2              | 2615 ± 215            |
| Giennah     | ε Cygni             | 2,48             | 52                     | K0III-IV        | 72                    |
| Delta Cygni | δ Cygni             | 2,87             | 76                     | B9 III + F1 V   | 170                   |
| Sadr        | γ Cygni             | 2,23             | 33                     | F8 Iab          | 1600                  |
| Albireo     | β Cygni             | 3                | 1.200                  | K2II            | 430                   |